# 江藤幹雄
江藤 幹雄（えとう みきお、1963年-）は、日本の物理学者、慶應義塾大学理工学部物理学科教授。専門は、物性物理学。特に半導体、メゾスコピック系、量子ドット、ナノテクノロジー。静岡県出身。

## 略歴
- 1986年　東京大学理学部物理学科卒業
- 1988年　東京大学大学院修士課程理学系研究科物理学専攻修了
- 1990年　東京大学大学院博士課程理学系研究科物理学専攻修了、理学博士　「First Principles Investigation of Strongly Correlated Electronic Systems by the MCSCF Cluster Method(MCSCFクラスタ-法による第一原理からの強相関電子系の研究)」
- 1990年　日本学術振興会特別研究員
- 1992年　慶應義塾大学理工学部助手
- 1997年　慶應義塾大学理工学部専任講師
- 2003年　慶應義塾大学理工学部准教授
- 2009年　慶應義塾大学理工学部教授